# Super 12 1997
Il Super 12 1997 fu la 2ª edizione del Super Rugby, competizione professionistica di rugby a 15 organizzata dal SANZAR tra i club di Australia, Nuova Zelanda e Sudafrica.
A tale edizione del torneo presero parte tre franchise australiane, cinque neozelandesi e quattro squadre provinciali di club sudafricane (il sistema delle franchise fu introdotto solo a partire dal 1998 in Sudafrica).
Ogni squadra incontrò tutte le altre in partita di sola andata; per non aggravare i costi di trasferta alcuni turni furono di quattro o cinque incontri, sì da permettere alle squadre in visita in un continente di disputare tutti gli incontri in giornate consecutive; per tale ragione il calendario prevedette 12 giornate invece di 11.
Le semifinali si disputarono tra le prime quattro classificate, Auckland Blues, Brumbies, Wellington Hurricanes e Natal Sharks; la finale, in gara unica all'Eden Park di Auckland, vide la squadra di casa prevalere sugli australiani Brumbies per 23 a 7 e confermarsi, per la seconda stagione consecutiva, campioni di club SANZAR.

## Squadre partecipanti e ambiti territoriali

### Australia
- Brumbies (Canberra, Territorio della capitale australiana)
- Waratahs (Sydney, Nuovo Galles del Sud)
- Reds (Brisbane, Queensland)

### Nuova Zelanda
- Auckland Blues (Auckland, Isola del Nord)
- Chiefs (Hamilton, regione di Waikato, Isola del Nord)
- Crusaders (Christchurch, Regione di Canterbury, Isola del Sud)
- Highlanders (Dunedin, regione di Otago, Isola del Sud)
- Hurricanes (Wellington, Isola del Nord)

### Sudafrica
- Free State (Bloemfontein, Free State)
- Gauteng Lions (Johannesburg)
- Natal Sharks (Durban, provincia di KwaZulu-Natal)
- Northern Transvaal (Pretoria, province di Gauteng e Limpopo)

## Stagione regolare

### Risultati
|           | 1ª giornata                               |       |
| --------- | ----------------------------------------- | ----- |
| 28-2-1997 | Wellington Hurricanes - Waikato Chiefs    | 18-23 |
| 1-3-1997  | Northern Transvaal - Auckland Blues       | 40-40 |
| 1-3-1997  | Queensland Reds - Brumbies                | 19-24 |
| 2-3-1997  | Free State - Gauteng Lions                | 20-24 |
|           |                                           |       |
|           |                                           |       |
|           |                                           |       |
|           | 4ª giornata                               |       |
| 22-3-1997 | Otago Highlanders - Northern Transvaal    | 27-15 |
| 22-3-1997 | Gauteng Lions - NSW Waratahs              | 36-27 |
| 22-3-1997 | Waikato Chiefs - Queensland Reds          | 31-16 |
| 22-3-1997 | Brumbies - Canterbury Crusaders           | 49-29 |
| 22-3-1997 | Free State - Natal Sharks                 | 45-40 |
|           |                                           |       |
|           |                                           |       |
|           | 7ª giornata                               |       |
| 11-4-1997 | Waikato Chiefs - Natal Sharks             | 15-33 |
| 12-4-1997 | Queensland Reds - Wellington Hurricanes   | 29-47 |
| 12-4-1997 | Gauteng Lions - Northern Transvaal        | 16-16 |
| 12-4-1997 | Otago Highlanders - Canterbury Crusaders  | 37-29 |
| 12-4-1997 | NSW Waratahs - Free State                 | 36-11 |
| 12-4-1997 | Auckland Blues - Brumbies                 | 41-29 |
|           |                                           |       |
|           | 10ª giornata                              |       |
| 2-5-1997  | Wellington Hurricanes - NSW Waratahs      | 19-3  |
| 3-5-1997  | Northern Transvaal - Canterbury Crusaders | 23-22 |
| 3-5-1997  | Otago Highlanders - Auckland Blues        | 28-45 |
| 3-5-1997  | Queensland Reds - Natal Sharks            | 40-3  |
| 3-5-1997  | Waikato Chiefs - Gauteng Lions            | 47-9  |
|           |                                           |       |

|           | 2ª giornata                                  |       |
| --------- | -------------------------------------------- | ----- |
| 7-3-1997  | Free State - Auckland Blues                  | 15-24 |
| 7-3-1997  | Canterbury Crusaders - Wellington Hurricanes | 19-17 |
| 8-3-1997  | Northern Transvaal - Queensland Reds         | 14-3  |
| 8-3-1997  | NSW Waratahs - Waikato Chiefs                | 26-33 |
| 8-3-1997  | Natal Sharks - Otago Highlanders             | 75-43 |
| 9-3-1997  | Gauteng Lions - Brumbies                     | 44-36 |
|           |                                              |       |
|           | 5ª giornata                                  |       |
| 28-3-1997 | Brumbies - Northern Transvaal                | 38-19 |
| 29-3-1997 | Canterbury Crusaders - Waikato Chiefs        | 24-15 |
| 29-3-1997 | Gauteng Lions - Wellington Hurricanes        | 35-37 |
| 29-3-1997 | Natal Sharks - NSW Waratahs                  | 28-23 |
| 30-3-1997 | Otago Highlanders - Free State               | 18-49 |
| 31-3-1997 | Auckland Blues - Queensland Reds             | 49-26 |
|           |                                              |       |
|           | 8ª giornata                                  |       |
| 18-4-1997 | Otago Highlanders - Brumbies                 | 9-15  |
| 19-4-1997 | Auckland Blues - Gauteng Lions               | 63-22 |
| 19-4-1997 | Northern Transvaal - Waikato Chiefs          | 34-27 |
| 19-4-1997 | Canterbury Crusaders - Natal Sharks          | 26-26 |
| 19-4-1997 | NSW Waratahs - Queensland Reds               | 16-26 |
| 20-4-1997 | Wellington Hurricanes - Free State           | 59-30 |
|           |                                              |       |
|           | 11ª giornata                                 |       |
| 9-5-1997  | Otago Highlanders - NSW Waratahs             | 16-27 |
| 9-5-1997  | Brumbies - Waikato Chiefs                    | 48-34 |
| 10-5-1997 | Free State - Canterbury Crusaders            | 11-16 |
| 10-5-1997 | Queensland Reds - Gauteng Lions              | 40-27 |
| 10-5-1997 | Auckland Blues - Wellington Hurricanes       | 45-42 |
| 11-5-1997 | Natal Sharks - Northern Transvaal            | 27-27 |

|           | 3ª giornata                                |       |
| --------- | ------------------------------------------ | ----- |
| 14-3-1997 | Gauteng Lions - Otago Highlanders          | 47-29 |
| 14-3-1997 | NSW Waratahs - Canterbury Crusaders        | 25-8  |
| 15-3-1997 | Free State - Queensland Reds               | 35-24 |
| 15-3-1997 | Waikato Chiefs - Auckland Blues            | 16-26 |
| 16-3-1997 | Natal Sharks - Brumbies                    | 35-26 |
| 16-3-1997 | Wellington Hurricanes - Northern Transvaal | 64-32 |
|           |                                            |       |
|           | 6ª giornata                                |       |
| 4-4-1997  | Natal Sharks - Wellington Hurricanes       | 29-24 |
| 4-4-1997  | Brumbies - Free State                      | 50-23 |
| 4-4-1997  | Auckland Blues - Canterbury Crusaders      | 29-28 |
| 5-4-1997  | Queensland Reds - Otago Highlanders        | 37-24 |
| 6-4-1997  | NSW Waratahs - Northern Transvaal          | 43-29 |
|           |                                            |       |
|           |                                            |       |
|           | 9ª giornata                                |       |
| 25-4-1997 | Canterbury Crusaders - Gauteng Lions       | 23-0  |
| 26-4-1997 | Brumbies - NSW Waratahs                    | 56-9  |
| 26-4-1997 | Wellington Hurricanes - Otago Highlanders  | 60-34 |
| 26-4-1997 | Free State - Waikato Chiefs                | 27-13 |
| 27-4-1997 | Auckland Blues - Natal Sharks              | 39-17 |
|           |                                            |       |
|           |                                            |       |
|           | 12ª giornata                               |       |
| 16-5-1997 | Waikato Chiefs - Otago Highlanders         | 18-34 |
| 16-5-1997 | Northern Transvaal - Free State            | 23-35 |
| 17-5-1997 | NSW Waratahs - Auckland Blues              | 20-34 |
| 17-5-1997 | Canterbury Crusaders - Queensland Reds     | 48-3  |
| 17-5-1997 | Gauteng Lions - Natal Sharks               | 42-8  |
| 18-5-1997 | Wellington Hurricanes - Brumbies           | 29-35 |

### Classifica
|  |     | Squadra            | G  | V  | N | P | PF  | PS  | B  | Pt |
|  | --- | ------------------ | -- | -- | - | - | --- | --- | -- | -- |
|  | 1.  | Auckland Blues     | 11 | 10 | 1 | 0 | 435 | 283 | 8  | 50 |
|  | 2.  | Brumbies           | 11 | 8  | 0 | 3 | 406 | 291 | 9  | 41 |
|  | 3.  | Hurricanes         | 11 | 6  | 0 | 5 | 416 | 314 | 10 | 34 |
|  | 4.  | Natal Sharks       | 11 | 5  | 2 | 4 | 321 | 350 | 6  | 30 |
|  | 5.  | Gauteng Lions      | 11 | 5  | 1 | 5 | 302 | 346 | 6  | 28 |
|  | 6.  | Crusaders          | 11 | 5  | 1 | 5 | 272 | 235 | 4  | 26 |
|  | 7.  | Free State         | 11 | 5  | 0 | 6 | 301 | 327 | 5  | 25 |
|  | 8.  | Northern Transvaal | 11 | 3  | 3 | 5 | 264 | 342 | 4  | 22 |
|  | 9.  | Waratahs           | 11 | 4  | 0 | 7 | 255 | 296 | 4  | 20 |
|  | 10. | Reds               | 11 | 4  | 0 | 7 | 263 | 318 | 4  | 20 |
|  | 11. | Chiefs             | 11 | 4  | 0 | 7 | 272 | 295 | 3  | 19 |
|  | 12. | Highlanders        | 11 | 3  | 0 | 8 | 299 | 409 | 5  | 17 |

## Semifinali
| Auckland 23 maggio 1997 | Auckland Blues | 55 – 36 | Natal Sharks | Eden Park |

| Canberra 24 maggio 1997 | Brumbies | 33 – 20 | Hurricanes | Canberra Stadium |

## Finale
| Arbitro: | Tappe Henning |

| |              | |
| 30’ Dowd 56’ M. Jones | mt           | 63’ Roff |
| 30’, 56’ Cashmore | tr           | 63’ Roff |
| 37’, 45’, 52’ Cashmore | c.p.         | |
| · Cashmore · Vidiri · E. Clarke · Stensness · Lima · Spencer · Tonu’u · Dowd · Fitzpatrick · Brown · R. Brooke · 60’ Lafaiali’I · 11’ 15’ M. Jones · Carter · 75’ Z. Brooke | Formazioni   | · Larkham · Hardy · Holbeck · Howard 28’ 50’ · Roff · Knox · Gregan 75’ · McKenzie · Caputo · Noriega · Giffin · Langford · Finegan 53’ · Robinson · Coker |
| · 11’ 15’ 75’ Mika · 60’ Riechelmann | Sostituzioni | · Logan 28’ 50’ · Fenukitau 53’ · Kafer 75’ |